# Camptotheca acuminata
Camptotheca acuminata là một loài thực vật có hoa trong họ Cornaceae. Loài này được Decne. mô tả khoa học đầu tiên năm 1873.